# Werner Daitz

Werner Daitz

Werner Carl Otto Heinrich Daitz (* 15. Oktober 1884 in Lübeck; † 5. Mai 1945 in Berlin) war ein deutscher Chemiker, mittelständischer Unternehmer, Ökonom der NSDAP und Reichstagsabgeordneter (1936).

## Ausbildung und Positionen in der Wirtschaft
Als Sohn des Kaufmanns Helmut Daitz und seiner Ehefrau Elise Herricht wuchs er in Lübeck auf, wobei die Adresse mit Curtiusstraße 11 angegeben wurde. Nach dem Besuch einer Oberrealschule in Lübeck studierte er Technische Chemie an der Gewerbe- und Handelshochschule in Köthen. Weiterhin absolvierte er ein Studium im Fach Philosophie und in Technischer Chemie an der Universität Jena. Das Diplom als Ingenieur-Chemiker erlangte er im Jahre 1907.
Von 1907 bis 1912 bekleidete er die Position eines Betriebsleiters der Kaliwerke Vereinigte Chemische Fabriken Leopoldshall A.G. Als Leiter der Kautschuk-Gesellschaft Schön & Co. in Harburg fungierte er ab 1912 bis 1922, wobei die Firma in Harburger Chemische Werke Schön & Co. AG umbenannt wurde, die er dann als Generaldirektor führte. Diese Werke wurden später von der I.G. Farben übernommen.
Daneben betätigte er sich in diesen Jahren bei folgenden Firmen und leitete sie als Generaldirektor:
- Norddeutsche Braunkohlen-Verwertungsgesellschaft m.b.H. in Harburg
- Wiking Schiffahrts-Konzern, der Vertragspartner der Hamburg-Amerika-Linie (HAL) und vom Bankhaus M.M. Warburg
- Deutsch-Amerikanische Schiffahrts GmbH
- Firma Daitz & Co. Kommandit-Gesellschaft der in Lübeck und Hamburg angegliederten Unternehmungen seit 1919

Weiterhin war er in Bereichen des Exporthandels, der Bau- und chemischen Industrie tätig. Er beteiligte sich mit seinem Kapital an Firmen der Eisen- und Stahlindustrie. Schon im Ersten Weltkrieg engagierte er sich auf den Gebieten der chemischen Industrie, des Bauwesens (Hanseatische Baugeräte GmbH in Lübeck) und großtechnischer Anlagen. Auf dem Gebiet der Politik veröffentlichte er seit 1915 Schriften und Artikel, die für einen „nationalen Sozialismus“ eintraten. Eine Kernaussage wurde von Richard Sasuly wie folgt notiert:
„Ein neuer Typ von Staatssozialismus erscheint auf der Bildfläche, völlig verschieden von allem, was jeder einzelne von uns sich je erträumt oder ausgedacht hat. Auf wirtschaftlichem Gebiet werden weder Privatinitiative noch Privatkapitalismus gelähmt werden, aber der Staatssozialismus wird sie insofern seinen Interessen gemäß organisieren, als das Kapital in der Volkswirtschaft konzentriert und nach außen hin einheitlich gelenkt wird […] Diese Wandlung des Kapitalismus lehnt mit aller ihr innewohnenden Konsequenz eine Wiederherstellung des früheren Gegengewichts, den internationalen Sozialismus, ab. Sie wird in einem ‚nationalen Sozialismus‘ umschlagen, desse Wahlversprechen sein wird: Mehr Arbeit – weniger Phrasen.“
Als 1933 die NSDAP die Macht übernahm, wurden Schriften von Daitz bei der I.G. Farben wieder aufgelegt und verbreitet. Ab 1919 begann er als Gesandter mit der Propagierung der Beziehungen und Verflechtungen der deutschen Industrie zu Russland und den USA.

## Patententwicklung und Annäherung an die Nationalsozialisten
Aus dieser Tätigkeit ergibt sich, dass er bei Zeitungen und wirtschaftspolitischen Zeitschriften als Mitarbeiter Artikel veröffentlichte. Daneben entwickelte er Patente für die Salz-, Erdöl- und pharmazeutische Industrie, die später im Zuge der Kriegswirtschaft eingesetzt wurden. Politisch näherte er sich den Nationalsozialisten an und trat zum 1. Februar 1931 in die NSDAP ein (Mitgliedsnummer 458.025). Schon ab Ende 1929 nahm er regelmäßig an Treffen der ökonomischen Kreise der NSDAP teil, bei denen u. a. Gottfried Feder, Otto Wagener, Dietrich Klagges und Adrian von Renteln anwesend waren. Aus diesen Kreisen wurde dann die Wirtschaftspolitische Abteilung der NSDAP gebildet, die von Wagener geführt wurde. Daitz wurde deren Regionalbeauftragter und arbeitete 1932 an Ausarbeitungen über staatlich finanzierte Arbeitsbeschaffungsmaßnahmen mit.

## NSDAP-Position, Reichstag, Artikel und Ehe
Im Jahre 1931 wurde er Mitglied der Reichsleitung der NSDAP als Berater für wirtschaftspolitische Fragen mit dem Titel eines Reichsbeauftragten. Dort leitete er die Abteilung Außenhandel im Außenpolitischen Amt der NSDAP. Alfred Rosenberg erteilte ihm innerhalb dieses Amtes einen Sonderauftrag. Im gleichen Jahr trat er der Studiengesellschaft für Geld- und Kreditwesen bei. Im November 1931 bis September 1932 wirkte er im Reichswirtschaftsrat der NSDAP mit. In der Reichsleitung der NSDAP übernahm er im April 1932 die Leitung der Abteilung für Schifffahrt.
Vom 24. April 1933 bis 1937 war er Gesandter der Hansestadt Lübeck beim Reich und bis 1934 Stimmführer Lübecks im Reichsrat, nach der Mediatisierung Lübecks durch das Groß-Hamburg-Gesetz wurde er von 1937 bis 1945 Geschäftsführer der Vertretung der Provinz Schleswig-Holstein in Berlin.
1933 wurde er Mitglied des Reichstages. Im gleichen Jahr schrieb er auch Artikel in der Zeitschrift Schule der Freiheit. Zeitschrift für organische Gestaltung von Kultur, Gesellschaft und Wirtschaft, die 1933 von Otto Lautenbach gegründet wurde. In der Zeitschrift Reich – Volksordnung – Lebensraum(RVL), die seit Herbst 1941 von Werner Best, Wilhelm Stuckart und Reinhard Höhn herausgegeben wurde, veröffentlichte Daitz seine Ansichten als eigenständiger Autor.
Während seiner Tätigkeiten in Berlin wohnte er in der Tiergartenstr. 13. Verheiratet war er mit Hella Lentz. Aus der Ehe gingen die Söhne Wolf und Harald hervor. Die Tochter Helga heiratete den SS-Standartenführer Hans-Hendrik Neumann.

## Erste Organisation der Konzeptionen
Seit 1915 veröffentlichte er völkisch-nationalkonservative Schriften zu wirtschaftspolitischen Themen. Ab dem Beginn des Zweiten Weltkriegs formulierte er seine Vorstellungen einer europäischen Großraumwirtschaft unter nationalsozialistischer Führung. In den ersten Septembertagen 1939 gründete er die Gesellschaft für europäische Wirtschaftsplanung und Großraumwirtschaft (GeWG). die er schon 1934 in einer Denkschrift konzipiert hatte. Die GeWG hatte einen wissenschaftlichen Beirat, dem u. a. auch Carl Schmitt als Mitglied der Akademie für Deutsches Recht angehörte.
Als Ableger der GeWG wurde Mitte Februar 1941 das Zentralinstitut für nationale Wirtschaftsplanung und Großraumwirtschaft e.V in Dresden gebildet. Dieses wurde einige Zeit danach in Zentralforschungsinstitut für nationale Wirtschaftsordnung und Großraumwirtschaft in Dresden umbenannt. Ziel dieses Instituts sollte es nach Angabe der Satzung sein, die in der nationalsozialistischen Revolution entstandene neue deutsche Wirtschaftsordnung und Großraumwirtschaftslehre wissenschaftlich zu begründen und überlieferbar zu machen.

## Wirkungen der Propaganda von Daitz
Mit diesen Organisationen entwickelte Daitz eine wesentliche Propaganda einer völkischen Großraumwirtschaft in Europa. So übernahm Arno Sölter 1941 in seinem Buch Das Großraumkartell von Daitz den Begriff Völkerfamilie, die sich in Europa als Lebensgemeinschaft infolge der NS-Großraumwirtschaft in einer blühenden Friedensgemeinschaft bilden würde.
Reinhard Höhn, Direktor des Instituts für Staatsforschung an der Universität Berlin, bezog sich 1942 in seiner Schrift Reich-Großraum-Großmacht auf Daitz, als er die Frage der Einordnung der Völker in Europa in den europäischen Großraum unter deutscher Führung aufwarf. Dabei sollten sich die Völker nach Daitz wie in einem Planetensystem organisieren, in dem ein frei bewegliches System zwangloser Ordnung entsteht, in dem jedes Volk die ihm nach seinem 'Leistungsgewicht' zukommende Stellung einnimmt. Dabei ergebe sich, so Höhn, aus dem Wesen der Macht eine Begrenzung.

### Konzeption der Großraumwirtschaft
Daitz hatte aber zum Mai 1940 eine genaue Vorstellung der Ordnung in einer von ihm konzipierten europäischen Großraumwirtschaft:

„Wenn wir den europäischen Kontinent wirtschaftlich führen wollen, wie dies aus Gründen der wirtschaftlichen Stärkung des europäischen Kontinents als Kernraum der weissen Rasse unbedingt erforderlich ist und eintreten wird, so dürfen wir aus verständlichen Gründen diese nicht als eine ‚deutsche‘ Großraumwirtschaft öffentlich deklarieren.
Wir müssen grundsätzlich immer nur von Europa sprechen, denn die deutsche Führung ergibt sich ganz von selbst aus dem politischen, wirtschaftlichen, kulturellen, technischen Schwergewicht Deutschlands und seiner geografischen Lage. Ebenso wird mit Hilfe unseres deutschen Wirtschaftssystems, wie es durch die nationalsozialistische Revolution geschaffen wurde, sich die Mark bei einer geschickten handelspolitischen Führung ganz von selbst als Standard-Währung durchsetzen, wie sich das Pfund, der Dollar und der Yen in ihren Wirtschaftsbereichen als Standardwährung durchgesetzt haben.“

### Vorstellungen eines europäischen Sozialismus
Gegen Kriegsende veröffentlichte Daitz in einer Schrift Europa-Charta im September 1944 „Grundsätze des europäischen Sozialismus“. Dabei grenzt er sich aber von anderen Sozialismusvorstellungen ab und betont einen arteigenen Sozialismus, begründet auf den natürlichen Lebens-, Selbstbehauptungs- und Selbstbestimmungsrechten. Dabei müssten die Völker miteinander, nicht aber nebeneinander leben, um ein Europa ohne Ausbeutung weder nach innen noch nach außen in ihrer Weltanschauung und Kultur zu entwickeln.
Die Stellung der Völker zueinander bestimmte er nach drei Kriterien:
- Respektierung ihrer gleichen völkischen Ehre und Verschiedenheit der Lebensstile
- Bevorzugung der europäischen Völker gegenüber anderen Völkerfamilien in den Bereichen Kultur, Politik und Wirtschaft
- Verteidigung dieses „Großraumlebens“ gegen äußere Mächte

Wenn diese drei Kriterien erfüllt würden, dann hätte die europäische Völkerfamilie die Anerkennung und das Recht erworben, diesen sozialen „Völkerfamilienfrieden“ gegenüber „art- und raumfremden Mächten“ Geltung und Anerkennung zu verschaffen. Damit würde dann ein „biologisches Sittengesetz als Strukturgesetz“ bewusst werden. Seine ökonomischen Grundsätze reduziert er auf die Selbstversorgung der Bevölkerung mit Lebensmitteln aus dem eigenen Großraum.
Die Teilhabe der Völker an der von Daitz definierten Völkerfamilie ergebe sich aus der Bedeutung der Völker in ihrer Leistung. Wie in einem Planetensystem sollen dabei kleine Völker um ein größeres Volk kreisen. Das würde dann die durch Staatsverträge zu begründende „Gesamtordnung“ ergeben. Als ein europäischer „Völkerfamilienrat“ solle ein europäischer Gerichtshof über die Einhaltung der Ordnung wachen, wobei er den Friedenspalast in Den Haag als Sitz vorschlug.
Aus den Pflichten der oben genannten drei Kriterien, über deren Einhaltung der Gerichtshof zuständig sein würde, resultierten die Grundrechte und -pflichten eines europäischen Sozialismus. Das wäre dann das „Grundgesetz der europäischen Verfassung“: europäischer Gemeinnutz geht vor chauvinistischem Eigennutz, der die Gemeinschaft schädigen oder gar sprengen könnte. Damit wäre dann auch das Zeitalter der Bürgerkriege unter den europäischen Völkern in Zukunft ausgeschlossen.
Diese Thesen von Daitz wenige Monate vor dem Ende des NS-Regimes zeigen deutlich, dass die Möglichkeiten der NS-Ideologie auch zu diesem Zeitpunkt jede demokratische Entwicklung ausschlossen und denen entgegengesetzt waren.
Die näheren Umstände seines Todes gegen Kriegsende im Mai 1945 in der Lübecker Bucht sind unbekannt; daher ist ein Suizid nicht völlig auszuschließen.

## Mitglied im Aufsichtsrat im Jahre 1935
- Hochofenwerk Lübeck AG in Herrenwyk
- Lübecker Flender-Werke AG in Lübeck
- Lübecker Hypothekenbank in Lübeck
- Maschinen-Fabrik Beth AG in Lübeck
- Eisengießerei und Maschinenfabrik Schetelig & Nölck AG in Lübeck
- Deutsche Gesellschaft für Völkerrecht in Kiel

Mitglied im Verwaltungsrat war er im Hamburger Übersee-Club und in der Deutschen Kolonial-Liga in München.

## Weitere Funktionen und Ämter
- November 1931 bis September 1932: Mitglied im Reichswirtschaftsrat der NSDAP
- April 1932: Leitung der Abteilung für Schiffahrt in der Reichsleitung der NSDAP
- 1932 bis 1933: Beauftragter der Reichsleitung der NSDAP für das Wirtschaftsgebiet Nord
- April 1933 bis April 1937: Gesandter der Hansestadt Lübeck bei der Reichsregierung
- ab September 1933: Mitglied des Großen Rates der Nordischen Gesellschaft
- Oktober 1939 bis 1945: Leitung der Gesellschaft für europäische Wirtschaftsplanung und Großraumwirtschaft
- Leiter des Europa-Instituts in Dresden
- Oberbereichsleiter der NSDAP
- 1941 bis 1943: redaktioneller Mitarbeiter in der Zeitschrift Reich-Volksordnung-Lebensraum
- 1944: Tätigkeit beim Beauftragten der NSDAP für außenpolitische Fragen in Potsdam

## Schriften
- Zur Trennung der Metalle der Schwefelammoniumgruppe. In: Zeitschrift für Analytische Chemie. Vol. 45, Num. 2, Berlin, Heidelberg 1906.
- Zum Umbau der Volks- und Weltwirtschaft. In: Das freie Wort. 16. Jahrgang, Nr. 15/16 im November 1916.
- Neue Außenpolitik. In: Karl Anton Rahn (Hrsg.): Europäische Revue. 1925.
- mit Hans Schroeder: Die nationalsozialistische Ostraumpolitik und der Hansa-Kanal. Berlin 1932.
- Die Wirtschaftsphilosophie und Wirtschaftspolitik des Nationalsozialismus. In: Nationalsozialistischer Wirtschaftsdienst. Nr. 32, Hamburg, 5. Dezember 1932.
- Die Grenzen der produktiven Kreditschöpfung. In: Die Deutsche Volkswirtschaft. 1. Sonderheft. Berlin 1932.
- Erneuerung der Wirtschaftsethik und Wirtschaftsordnung. In: Die nationale Wirtschaft. 2, 1934, S. 382.
- Denkschrift über die Errichtung einer Gesellschaft für europäische Großraumwirtschaft. 1934.
- Kontinentaleuropäische Großraumwirtschaft und der Ostseeraum. In: Die deutsche Volkswirtschaft. Heft 15, 1934.
- Die Erneuerung der Wirtschaftsethik – Eine Umwertung aller Werte. In: Berliner Börsenzeitung. Nr. 467, 5. Oktober 1934.
- Organischer Aufbau von Volks- und Großraumwirtschaft. In: Berliner Börsenzeitung. Nr. 469, 6. Oktober 1934.
- Denkschrift über die Errichtung einer Zentralstelle für europäische Großraumwirtschaft. 1936. Im Bundesarchiv unter NS 43/6 und in: Reinhard Opitz: Europastrategien des deutschen Kapitals 1900–1945. Köln 1977, S. 629.
- Nordische und mittelmeerländische Geisteshaltung – die Fundamente Europas. 1937.
- Der Weg zur völkischen Wirtschaft. Teil 1 Deutschlands Wirtschaftsordnung aus eigener Kraft und eigenem Raum. München 1938.
- Der Weg zur völkischen Wirtschaft. Teil 2: Ausgewählte Reden und Aufsätze. München 1938.
- Die europäische Großraumwirtschaft. In: Der Vierjahresplan. Folge 22/1939.
- Deutschland und das europäische Schicksal. In: Wir und die Welt. 1939, S. 11–13.
- Denkschrift für die Errichtung eines Reichskommissariats für Großraumwirtschaft. 31. Mai 1940.
- Autarkie als Lebens- und Wirtschaftsordnung. In: NS-Monatshefte. 1940, S. 739–746.
- Osteuropa, Lebensstil und Agrarverfassung. In: Mitteilungsblatt der Gesellschaft für europäische  Wirtschaftsplanung und Großraumwirtschaft. Nr. 7/9, 1941.
- Der Weg zur völkischen Wirtschaft und zur europäischen Großraumwirtschaft. Dresden 1941.
- Das Neue Europa – Beiträge zur Nationalen Wirtschaftsordnung und Großraumwirtschaft. Herausgeber: Gesellschaft für Europäische Wirtschaftsplanung und Großraumwirtschaft Berlin. Dresden 1941.
- Die Grundlagen der europäischen Marktordnung. In: Das Neue Europa. Dresden 1941, S. 19–28.
- Echte und unechte Großräume. In: Nationale Wirtschaftsordnung und Großraumwirtschaft. Jahrbuch 1942, S. 59–70.
- Lebensstil und Raum als Strukturelemente der Verwaltung. In: Deutsches Recht. Heft 19/20, 1942, S. 698ff.
- Das europäische Sittengesetz als Strukturgesetz der europäischen Großraumwirtschaft. In: NS-Monatshefte. 1942, S. 270–278.
- Lebensraum und gerechte Weltordnung. Grundlagen einer Anti-Atlantikcharta. Ausgewählte Aufsätze von Werner Daitz. Amsterdam 1943.
- Der Weg zur Volkswirtschaft, Großraumwirtschaft und Großraumpolitik. Dresden 1943.
- Völkischer Sozialismus – europäischer Sozialismus. In: NS-Monatshefte. 1943, S. 345–349.
- Wiedergeburt Europas durch europäischen Sozialismus. Europa-Charta. Herausgegeben vom Zentralforschungsinstitut für nationale Wirtschaftsordnung und Großraumwirtschaft. Dresden 1944.
- Zum Einstampfen der Europa-Charta. 1944.
- Die Grundsätze des europäischen Sozialismus. 1944.
- Napoleons Kontinentalpolitik als Vorläuferin der Europapolitik des Reiches. Vortrag. 1944. Im Bundesarchiv unter NS B/224